# Kurt Christoph von Schwerin
Kurt Christoph von Schwerin (Löwitz, 26 ottobre 1684 – Praga, 6 maggio 1757) fu dal 1740 un feldmaresciallo prussiano, uno dei più importanti generali Federico II di Prussia.

## Biografia
Nel 1700 egli entrò inizialmente come sottotenente nel reggimento della natìa Pomerania comandato dallo zio, il tenente generale Dettlof von Schwerin e nella compagnia comandata dal fratello, tenente colonnello Bernd Detlof von Schwerin. Con l'inizio della guerra di successione spagnola il reggimento si spostò nei Paesi Bassi. Egli combatté nella battaglia di Schellenberg (2 luglio 1704) ed in quella di Blenheim (13 agosto 1704). Nel 1703 era diventato tenente, nel 1705 fu promosso al comando di una compagnia con il grado di capitano e nel 1706 partecipò alla Ramillies (23 maggio). Nel 1707 divenne tenente colonnello nell'esercito del duca Federico Guglielmo di Meclemburgo-Schwerin. Nel 1707 fu promosso colonnello. Partecipò alla battaglia di Malplaquet (11 settembre 1709) e nel 1711 fu inviato in missione segreta presso il re di Svezia Carlo XII a Tighina in Moldavia ove si trattenne un anno. Con il comandante svedese Magnus Stenbock, partecipò alla battaglia di Gadebusch (9 - 20 dicembre 1712, nel corso della grande guerra del Nord).
Nel 1713 gli capitò di finir prigioniero con Carlo XII di Svezia. Il 3 settembre 1718 fu promosso dal duca Federico Guglielmo di Meclemburgo-Schwerin al grado di maggior generale. Il 6 marzo 1719 a Walsmühlen in Meclemburgo egli si oppose con successo alla invasione dell'esercito dell'Hannover. Due giorni dopo questo combattimento il duca lo promosse al grado di tenente generale.
Dopo che una parte delle proprietà terriere di Schwerin erano divenute prussiane, egli entrò nel 1720 al servizio del re di Prussia Federico Guglielmo I e dopo parecchie missioni diplomatiche nel 1722 divenne titolare del 24º reggimento di fanteria, che più aventi diverrà uno dei corpi di élite dell'esercito prussiano.
Schwerin era un cavaliere colto ed umano e come comandante consapevole contraltare di Leopoldo I di Anhalt-Dessau e del suo spietato addestramento. Nel 1730 fu generale membro del tribunale militare che doveva pronunciarsi su Hans Hermann von Katte e sul principe della corona per il loro tentativo di fuga. Nello stesso anno divenne governatore di Peitz.
L'ufficiale pieno di gioia di vivere, appassionato di scienza ed arte appariva come un'eccezione nell'esercito dei soldati del re, tuttavia questi lo promosse nel luogotenente generale nel 1731 e concesse la sua totale fiducia nei suoi consigli su tutti gli affari di stato. Nel 1733 Schwerin sistemò la questione del Meclemburgo quale comandante generale. L'8 marzo 1736 fu insignito dell'Ordine dell'Aquila Nera. Nel 1739 salì al grado di generale di fanteria.
Federico II lo nominò feldmaresciallo il 30 giugno 1740 e gli conferì un mese dopo il titolo nobiliare di conte. Nella prima guerra di Slesia (1740 - 1742) vinse il 10 aprile 1741 la battaglia di Mollwitz, dopo che Federico II aveva lasciato, dietro suo consiglio, il campo di battaglia.
Dopo questa guerra divenne comandante delle fortezze di Brieg e Neisse. Nella seconda guerra di Slesia comandò l'armata di Glatz ed ebbe una parte notevole nella vittoria e nella presa di Praga il 16 settembre 1744.
Schwerin morì nella Battaglia di Praga (6 maggio 1757) all'inizio della guerra dei sette anni. Dal libro di un generale prussiano: «Egli condusse il primo assalto dell'ala sinistra contro gli austriaci ad Homole-Berg. Quando il suo reggimento fu respinto dal fuoco intenso di fucileria ed artiglieria e si ritirava in disordine, Schwerin balzo in avanti strappando dalle mani al capitano di stato maggiore del secondo battaglione la bandiera, per spingere con lui nuovamente in avanti il suo reggimento urlava “avanti, figli miei, avanti”. Colpito da numerosi proiettili, egli cadde dal cavallo»
La sua salma fu inumata a Sarnower.

## Monumenti
- Statua in arenaria realizzata dallo scultore berlinese Heinrich Bettkober per Schwerinsburg; oggi si trova quale prestito della famiglia nella sala d'ingresso del Museo di Storia Tedesca di Berlino
- Federico il Grande gli fece erigere un monumento in marmo che oggi si trova nel piccolo atrio a cupola del Bode-Museum sulla Wilhelmplatz, nel centro di Berlino. Esso fu rimodellato in bronzo nel XIX secolo da August Kiß (oggi nel lapidario di Berlino)
- Una lapide commemorativa fu posta sul campo di battaglia a Štěrboholy, presso Praga. Essa fu rimossa dopo la seconda guerra mondiale
- Il busto della Sala della gloria nell'arsenale di Berlino, sulla Unter den Linden (oggi sede del Museo Storico Tedesco), fu scolpito dallo scultore prof. Julius Moser